# Kitty Kahane
 (mai 2016).
Si vous disposez d'ouvrages ou d'articles de référence ou si vous connaissez des sites web de qualité traitant du thème abordé ici, merci de compléter l'article en donnant les références utiles à sa vérifiabilité et en les liant à la section « Notes et références ».
Pour les articles homonymes, voir Kahane.
Kitty Kahane, née le 14 octobre 1960 à Berlin, est une illustratrice, designer et peintre allemande.

## Biographie
Après un stage chez un fabricant de porcelaine de Saxe et trois ans en tant que concepteur de livre, Kitty Kahane a étudié à l'Académie des Arts de Berlin-Weissensee. Elle est illustratrice de livres, designer et peintre indépendante. Kahane a travaillé pour de nombreuses maisons d'édition, avec lesquelles elle a conçu des livres, et d'autres produits imprimés ou illustrés. En tant que concepteur de produit, elle a conçu pour des fabricants tels que Rosenthal, Berendsohn, Volkswagen, et Koziol des porcelaines, textiles et autres objets. 
En 2012, elle a conçu le timbre pour les 100 ans de la Domowina (Fédération des Sorabes de Lusace), et en 2013, un timbre pour les 50 ans de la compétition "Jugend musiziert".

## Expositions
- 1989 „Kunststudenten aus der DDR stellen sich vor“, Paris, France
- 1990 „Fernsehgrafik“, Berlin, Galerie am Lützowplatz, Allemagne
- 1994 Exposition dans le magasin „Casa“, Munich, Allemagne
- 1995 Exposition dans le Rosenthal Studio-Haus Berlin, Berlin, Allemagne
- 1995 Exposition dans le magasin „Tapis Hertz“, Luxembourg, Luxembourg
- 1995 Exposition dans le magasin „Mobitare“, Schweiz
- 1996 Exposition dans le Rosenthal Studio-Häusern Frankfurt, Hannover, Essen, Allemagne
- 1996 Sac graphique
- 1997 Exposition dans la Securitas Galerie, Bremen, Allemagne
- 2001 Exposition et lancement du livre „Zweierkisten“ (deux boîtes) dans le Kulturbrauerei Berlin
- 2001 Sortie du livre Meyers Großes Taschenlexikon à la Foire du livre de Francfort
- 2002 Exposition au Leuenhagen & Paris, Hannover
- 2002 Sonderausstellung auf der Frankfurter Messe „Tendence“
- 2002 Expositions dans le Rosenthal Studio-Häusern Berlin, Köln, Frankfurt, puis exposition à Hannover, Wetzlar, Celle
- 2003 Exposition dans la Galerie Richter, Berlin
- 2005 Exposition „Die fünf Sinne“ dans la Galerie am Amalienpark, Berlin
- 2005 Exposition dans la Galerie Halbach, Celle
- 2007 Exposition Galerie der Amadeu Antonio Stiftung
- 2008 Galerie der Büchergilde Gutenberg, Mainz
- 2008 Porträtserie von WissenschaftlerInnen für Räume im Harnack-Haus der Max-Planck-Gesellschaft
- 2008 Série d'images pour AirPlus (Lufthansa)

## Prix
- 1987 Prix du concours d'illustration du collège d'art en RDA, RDA
- 1997 Premier prix pour l'illustration „Bester Geschäftsbericht“, (Harpen AG) dans le manager magazine 10/97
- 1998 Prix de l'Art Directors Club (ADC) pour les illustrations dans le rapport annuel de Harpen AG
- 1998 Diplôme du „Type Berlin“ in Zürich pour les meilleures illustrations d'un rapport annuel (Deutsche Ausgleichsbank)
- 1999 Prix de „Type Berlin“ à Vienne pour les meilleures illustrations d'un rapport annuel (Deutsche Ausgleichsbank)
- 2000 Prix pour les illustrations d'un livre de cuisine „Kitty Kahane’s Funny Fish Food“ par l'Art Directors Club à Berlin
- 2000 Prix d'"un des meilleurs livres de l'année" de la fondation Art Book
- 2000 Médaille de bronze du „Type Berlin“ à Francfort / Main pour les meilleures illustrations d'un rapport annuel (Deutsche Ausgleichsbank)
- 2001 Lauréate des Deutschen Designer Clubs (DDC) pour „Meyers Großes Taschenlexikon“

## Publications (sélection)
- Harald Schultes, Kitty Kahane, Kitty Kahanes Funny Fish Food, Mary Hahn Verlag, Munich, 1999,  (ISBN 978-3872874733)
- Meike Winnemuth, Peter Praschl, Kitty Kahane, Zweierkisten. Ein Tatsachenbericht über das Leben als Paar, Ars Edition, 2001,  (ISBN 978-3760718675)
- Iris Prael, Das Grauen kam am Heiligabend. Geschichten zum Fest, Sauerländer, Düsseldorf, 2005,  (ISBN 978-3794170388)
- Martin Bertelsen, Kitty Kahane, Mit ihrem Einrad kommt Carlotta richtig rum, Lappan Verlag, Oldenburg, 2009,  (ISBN 978-3830311423)
- Kitty Kahane, Brit Hartmann, Kittys Berlin-Kochbuch, Jacoby & Stuart, Berlin, 2009,  (ISBN 978-3-941087-74-3)
- Wladimir Kaminer, Kitty Kahane, Das Leben ist kein Joghurt, Hansisches Druck- und Verlagshaus, Francfort/Main, 2010,  (ISBN 978-3869210254)
- Claudia Kleinert, Anne Buhrfeind, Kitty Kahane, Auf der Arche ist der Jaguar Vegetarier, Hansisches Druck- und Verlagshaus, Francfort/Main, 2010,  (ISBN 978-3869210476)
- Kitty Kahane, Manni Bananenflanke, ich Kopf, Tor!: Ein Memo-Legespiel mit wichtigen und witzigen Fußballweisheiten, Edition Büchergilde, Francfort am Main, 2010
- Kitty Kahane, Brit Hartmann, Berliner Typen: Mit Bildern und wahren Geschichten, Nicolai Verlag, Berlin 2010,  (ISBN 978-3-89479-588-7).
- (de) Der Wurm am Turm, 2011  (ISBN 3-86921-061-3) avec Thomas Brussig.
- An Vaters Rockzipfel. Margot Käßmann et Kitty Kahane racontent une histoire de Joseph & ses frères, 2011,  (ISBN 978-3-86921-077-3).
- Alexander Lahl, Tim Köhler & Max Mönch, dessiné par Kitty Kahane : 17. Juni - Die Geschichte von Armin & Eva, Metrolit Verlag, Berlin 2013,  (ISBN 978-3-8493-0080-7).
- Alexander Lahl & Max Mönch, dessiné par Kitty Kahane : Treibsand, Metrolit Verlag, Berlin, 2014,  (ISBN 978-3-8493-0358-7)